# فيلهلم إنغلمان
ويلهلم إنغلمان (بالألمانية: Wilhelm Engelmann) هو بائع كتب ألماني، ولد في 1 أغسطس 1808 في لمغو في ألمانيا، وتوفي في 23 ديسمبر 1878 في لايبزيغ في ألمانيا.